# Jake Bidwell
Jake Brian Bidwell (* 21. März 1993 in Southport) ist ein englischer Fußballspieler auf der Position eines Abwehrspielers, der seit 2022 bei Coventry City unter Vertrag steht.

## Karriere

### Jugend und Vereinskarriere
Bidwell wuchs in Southport auf und kam 11-jährig in den Nachwuchsbereich des FC Everton. Nachdem er während der Spielzeit 2008/09 nur sporadisch im Reserveteam des englischen Erstligisten im Einsatz war, kam er zur Saison 2009/10 vermehrt in der Northern Division der Premier Reserve League zu seinen Einsätzen. Seinen einzigen Pflichtspieleinsatz für das Profiteam von Everton hatte Bidwell am 17. Dezember 2009 in der UEFA Europa League, als er im sportlich bedeutungslosen letzten Gruppenspiel gegen BATE Baryssau über 90 Minuten zum Einsatz kam.
Nachdem er bereits in den Spielzeiten 2011/12 und 2012/13 auf Leihbasis für den FC Brentford gespielt hatte, verpflichtete ihn der Verein Mitte Juni 2013 auf fester Vertragsbasis. In der Football League One 2013/14 stieg er mit seiner Mannschaft als Tabellenzweiter in die zweite Liga auf und verbrachte die kommenden zwei Spielzeiten als Stammspieler in dieser Spielklasse.
Am 1. Juli 2016 wechselte der 23-Jährige innerhalb der zweiten Liga zu den Queens Park Rangers und unterschrieb für drei Jahre. Mit QPR verbrachte er die folgenden drei Spielzeiten im unteren Drittel der EFL Championship, ehe er Anfang Juli 2019 ablösefrei zu Swansea City ging. Mit dem von Steve Cooper trainierten Verein erreichte er in der EFL Championship 2019/20 als Tabellensechster die Aufstiegs-Play-offs, scheiterte dort jedoch bereits im Halbfinale am FC Brentford. Auch in der anschließenden Spielzeit zog Bidwell mit seinem Team als Tabellenvierter in die Play-offs ein. Nach einem Halbfinalerfolg über den FC Barnsley, zog der Verein ins Finale in Wembley ein. Dort verlor die Mannschaft mit dem in der Startelf stehenden Jake Bidwell mit 0:2 gegen den FC Brentford und verpasste damit den Aufstieg in die Premier League.
Mitte Januar 2022 unterschrieb der 28-Jährige einen bis 2025 gültigen Vertrag bei Coventry City.

### International
Zu seinen ersten internationalen Erfahrungen kam Bidwell in der englischen U-16-Nationalmannschaft, der er bis 2009 angehörte und für die er einige Länderspiele absolvierte. Anfang Juli 2009 wurde der engagierte Spieler in die U-17-Auswahl seines Heimatlandes berufen, für die er in insgesamt sieben Spielen einen Treffer erzielte. Beim Nordic Tournament, das von Ende Juli bis Anfang August 2009 dauerte, war der junge Linksaußen in allen vier Spielen des Turniers im Einsatz und konnte neben einem 1:1-Remis gegen Dänemarks U-17 auch drei Siege (8:0 über die Färöer-Inseln, 1:0 gegen Norwegen und 3:2 im Finalspiel gegen Schottland) feiern. Im Finale, in dem England nach nur 38 Minuten bereits mit 0:2 zurücklag, wurde durch Tore in der 76. und 79. Spielminute noch umgedreht, weshalb es in die Verlängerung ging. Dort traf Jake Bidwell in der 95. Spielminute zum 3:2-Endstand und fixierte so den Sieg der U-17-Nationalmannschaft Englands über die Alterskollegen aus Schottland.